# Counter-Strike: Condition Zero
Counter-Strike: Condition Zero (sovint abreujat «CS: CZ» o «CZ») és un videojoc de trets en primera persona. És una nova versió de Counter Strike amb gràfics millorats, mapes retocats, afegint dos models nous i un mode d'un jugador. Al mode d'un jugador (missions) se li diu Deleted Scenes.
A més és l'únic joc dels tres Counter-Strike que conté un mode d'un sol jugador.
Està disponible per a xbox. Actualment es distribueix per la plataforma steam.
Aquesta versió va ser molt criticada a causa de la inferioritat dels seus gràfics respecte dels actuals, per les limitacions del motor gràfic GoldSrc.
Els models nous inclouen l'anti-terrorista Spetnaz rus, i el terrorista Guerilla (escamot americà), ambdós introduïts en la versió 1.3 del CS.
També s'han inclòs nous canvis com el dany de la magrana en mà o HE que ja pot ser mortal llevant els 100 punts de vida. Els wallblanged o "travessades" han estat disminuïdes i es danya menys. Els ostatges han estat dotats de més personalitat i aquests poden col·laborar amb els antiterroristes.
Durant el seu llançament es va intentar implantar com substitut el Counter Strike 1.6 i fins i tot en la competició internacional WEG (Worlds I-sports Games) es va introduir com mod oficial, en veure's que top clans internacionals ho rebutjaven negant-se a jugar aquesta versió va caure en l'oblit.
Actualment el Condition Zero viu una etapa "morta", ja que ja no hi ha competicions LAN (excepte a Finlàndia) i les poques en línia no tenen molts seguidors per a més informació pots consultar en la pàgina oficial o els canals de la xarxa quakenet. A pesar d'açò, Condition Zero ha estat bastant desvaloritzat, perquè es tracta d'una versió que combina un acceptable bon aspecte gràfic amb la jugabilitat dinàmica de l'edició clàssica de 1.6.
El 12 d'agost de 2011 va ser anunciat un nou lliurament de la saga Counter-Strike, dita Counter-Strike: Global Offensive. Que tenia previst eixir a principis del 2012.